# Antonia (nome)
Antonia  è un nome proprio di persona italiano femminile.

## Varianti
- Femminili
  - Alterati: Antonella[1][2][3], Antonietta[1][2][3], Antonina[1][3], Antoniana[1], Antonica[1]
  - Ipocoristici: Tonia, Tonina[2], Nella[2], Nina
- Maschili: Antonio[1][2][3][4]

### Varianti in altre lingue
- Bulgaro
  - Ipocoristici: Донка (Donka)[2]
- Ceco: Antonie[2]
- Croato: Antonija[2]
  - Ipocoristici: Tonka[2], Antica[2]
- Danese: Antonia[2]
- Francese: Antonie
- Finlandese: Toini[2]
- Galiziano: Antía[2]
- Inglese: Antonia[2][5]
- Islandese: Antonía
- Latino: Antonia[2][4][5]
- Norvegese: Antonia[2]
- Olandese: Antonia[2]
- Polacco: Antonia[2]
- Portoghese: Antónia[2]
- Portoghese brasiliano: Antônia[2]
- Rumeno: Antonia[2]
- Serbo: Антонија (Antonija)[2]
- Slovacco: Antónia[2]
- Sloveno: Antonija[2]
  - Ipocoristici: Tonka[2]
- Spagnolo: Antonia[2]
- Svedese: Antonia[2]
- Tedesco: Antonia[2]
- Ungherese: Antónia[2]

## Origine e diffusione
Si tratta della forma femminile di Antonio, un nome che, nonostante i tentativi paretimologici di ricondurlo al greco ανθος (anthos, "fiore"), è di ignote origini etrusche.
Era già in uso nell'Antica Roma, e venne portato, fra le altre, dalla madre dell'imperatore Claudio, Antonia minore

## Onomastico
L'onomastico generalmente si festeggia lo stesso giorno del maschile, ossia generalmente il 13 giugno, memoria di sant'Antonio da Padova, o il 17 gennaio, memoria di sant'Antonio abate. Si ricordano tuttavia diverse sante e beate con questo nome, alle date seguenti:
- 29 febbraio (28 negli anni non bisestili), beata Antonia da Firenze, vedova, terziaria francescana e poi monaca clarissa e badessa all'Aquila[7][8]
- 7 marzo, beata Maria Antonia di San Giuseppe, fondatrice delle Figlie del Divin Salvatore[7]
- 27 aprile, beata Maria Antonia Bandrés y Elósegui, religiosa gesuitina[7]
- 29 aprile, sant'Antonia, martire a Cirta[8]
- 4 maggio, sant'Antonia, vergine e martire a Costantinopoli sotto Diocleziano o Galerio[8]
- 4 maggio, sant'Antonia, martire a Nicomedia[8]
- 17 maggio, beata Antonia Mesina, laica di Azione Cattolica, vergine e martire[7][8]
- 19 settembre, beata Antonia, monaca mercedaria a Bilbao[7]
- 20 novembre, beata María Antonia del Suffragio Orts Baldó, religiosa e martire a Picadero de Paterna (Valencia)[8]
- 25 dicembre (o 12 giugno), beata Antonia Maria Verna, religiosa, fondatrice delle suore di Carità dell'Immacolata Concezione d'Ivrea[7][8]

## Persone

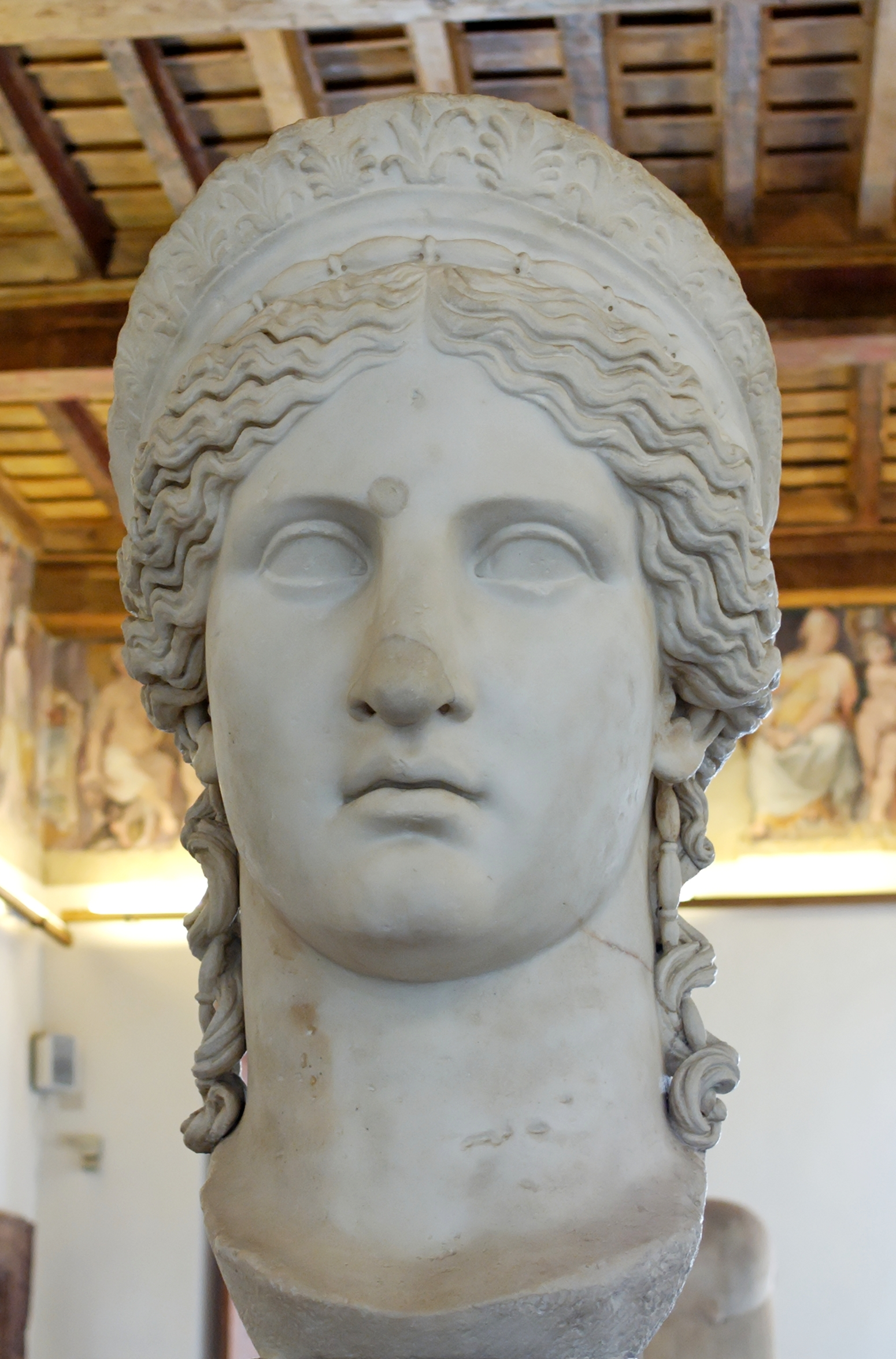
Antonia minore raffigurata come Hera

- Antonia, figlia di Marco Antonio Cretico e di Giulia Antonia e sorella di Marco Antonio
- Antonia Caenis, amante e concubina dell'imperatore romano Vespasiano
- Antonia minore, imperatrice romana, madre di Germanico, Claudio e Livilla
- Antonia di Borbone-Vendôme, nobildonna francese, nonna di Maria Stuarda
- Antonia di Tralles, prima figlia legittima di Marco Antonio
- Antonia Susan Byatt, scrittrice e critica letteraria britannica
- Antonia Fraser, storica britannica
- Antonia Iacobescu, cantante, musicista, stilista e modella rumena
- Antonia Klugmann, cuoca e imprenditrice italiana
- Antonia Liskova, attrice slovacca naturalizzata italiana
- Antonia Locatelli, religiosa italiana, vittima dei massacri in Ruanda
- Antonia Pozzi, poetessa italiana
- Antonia Santilli, attrice italiana
- Antonia Visconti, figlia di Bernabò Visconti e moglie di Eberardo III di Württemberg

### Varianti
- Antonie Adamberger, attrice austriaca
- Antonija Mišura, cestista croata.

## Il nome nelle arti
- Antonia è un personaggio del film del 1995 L'albero di Antonia, diretto da Marleen Gorris.
- Antonia Renata Giuditta Spagnolini è la protagonista del romanzo di Sebastiano Vassalli La chimera.
- Antonia è un dipinto ad olio su tela realizzato nel 1915 del pittore italiano Amedeo Modigliani.